# Síndrome de Sjögren
Síndrome de Sjögren é uma doença autoimune crónica que afeta as glândulas do corpo que secretam líquidos. Os sintomas mais evidentes são boca seca e olhos secos. Entre outros possíveis sintomas estão pele seca, secura vaginal, tosse crónica, perda de sensibilidade nos braços e pernas, fadiga, dores musculares, dores nas articulações e problemas na tiroide. As pessoas afetadas apresentam um risco aumentado (5%) de linfoma.
Embora se desconheçam as causas exatas da doença, pensa-se que envolvam uma combinação de predisposição genética e um fator ambiental como exposição a um vírus ou bactéria. A síndrome de Sjögren pode ocorrer de forma independente (síndrome de Sjögren primária) ou como resultado de outras doenças dos tecidos conjuntivos (síndrome de Sjögren secundária). A inflamação resultante vai progressivamente danificando as glândulas. O diagnóstico baseia-se numa biópsia aos tecidos e análises ao sangue para deteção de anticorpos específicos. Uma biópsia positiva geralmente mostra presença de linfócitos nas glândulas.
Não existe cura para a doença. O tratamento destina-se ao alívio dos sintomas. A secura dos olhos pode ser aliviada com aplicação de lágrimas artificiais, medicação para diminuir a inflamação, plugs lacrimais ou cirurgia para bloquear os canais lacrimais. A boca seca pode ser humedecida mascando pastilha elástica (preferencialmente sem açúcar), bebendo continuamente goles de líquidos ou substitutos de saliva. Em pessoas com dores musculares ou nas articulações pode ser administrado ibuprofeno. Recomenda-se também que deixem de ser tomados medicamentos que causem secura, como anti-histamínicos.
A doença é assim denominada em homenagem a Henrik Sjögren, que a descreveu em 1933, embora existissem já descrições anteriores dos sintomas. A doença afeta entre 0,2% e 1,2% da população, sendo metade dos casos primários e a outra metade secundários. A doença afeta dez vezes mais mulheres do que homens e tem geralmente início na meia idade, embora possa afetar qualquer pessoa. Nos casos em que não existem outras doenças autoimunes, a esperança de vida mantém-se inalterada.

## Sinais e sintomas
O sintoma característico da síndrome de Sjögren é uma secura generalizada, geralmente incluindo xerostomia (boca seca) e ceratoconjuntivite seca (olho seco), parte do que é conhecido como sintomas de secura. A síndrome de secura também incorpora a secura vaginal, bronquite crônica e não tem sinais de artrite. A síndrome de Sjögren pode causar ressecamento da pele, nariz e vagina, e pode afetar outros órgãos do corpo, incluindo os rins, vasos sanguíneos, pulmões, fígado, pâncreas, sistema nervoso periférico (neuropatia sensório-motora distal axonal) e o cérebro. O ressecamento de pele em alguns pacientes de Sjögren podem ser o resultado de infiltração linfocitária em glândulas da pele. Os sintomas se desenvolvem de forma insidiosa, e o diagnóstico não é considerado por vários anos devido as queixas de seca serem atribuídas aos medicamentos, um ambiente seco, envelhecimento, ou acredita-se ser muito insignificante para prosseguir.
A síndrome de Sjögren é associada com o aumento dos níveis de líquido cefalorraquidiano (LCR) de IL-1RA, um antagonista interleucina-1. Isto sugere que a doença começa com atividade aumentada no sistema de interleucina-1, seguido por uma sobre-regulação de auto-regulação de IL-1RA para reduzir a ligação bem sucedida de interleucina-1 aos seus receptores. É provável que a interleucina-1 seja o marcador para a fadiga, no entanto, o aumento de IL-1RA é observado no CSF e está associada com o aumento da fadiga através de um comportamento de doença induzida por citocina. Por outro lado, a síndrome de Sjögren é caracterizada pela diminuição dos níveis de IL-1ra na saliva, o que poderia ser responsável pela inflamação e boca seca. Pacientes com síndrome de Sjögren secundária também muitas vezes apresentam sinais e sintomas de suas doenças reumáticas primárias, como LES, artrite reumatoide ou esclerose sistêmica.

## Tratamento
Não há uma cura para a síndrome nem um tratamento específico para restaurar permanentemente a função secretora das glândulas. O tratamento, portanto, geralmente é sintomático e de suporte, com fármacos, lágrimas artificiais, corticosteróides, entre outros. Antiinflamatórios não-esteróides podem ser usados para tratar os sintomas musculoesqueléticos.

## Prognóstico
A síndrome pode lesar órgãos vitais do corpo com sintomas que podem se estabilizar, piorar, ou sofrer remissão como outras doenças auto-imunes fazem. Algumas pessoas podem sofrer somente sintomas brandos de olhos e boca seca, enquanto outras podem apresentar sintomas de doença grave. Muitos pacientes são capazes de tratar os problemas sintomaticamente. Outros são forçados a lidar com visão embaçada, desconforto ocular constante, infecções orais recorrentes, glândulas parótidas inchadas, rouquidão e dificuldade em engolir e mastigar. Fadiga e dor articular debilitantes podem prejudicar seriamente a qualidade de vida. Alguns pacientes podem desenvolver comprometimento renal (nefrite tubulointersticial auto-imune) levando a proteinúria, defeitos na concentração urinária e acidose tubular renal distal.

## Epidemiologia
A síndrome de Sjögren afeta 1-4 milhões de pessoas nos Estados Unidos. Calcula-se que a doença afete 0,2% da população mundial. A maior parte das pessoas possui mais de 40 anos de idade no momento do diagnóstico. As mulheres possuem nove vezes mais chances de desenvolver a síndrome, em comparação com homens.

## História

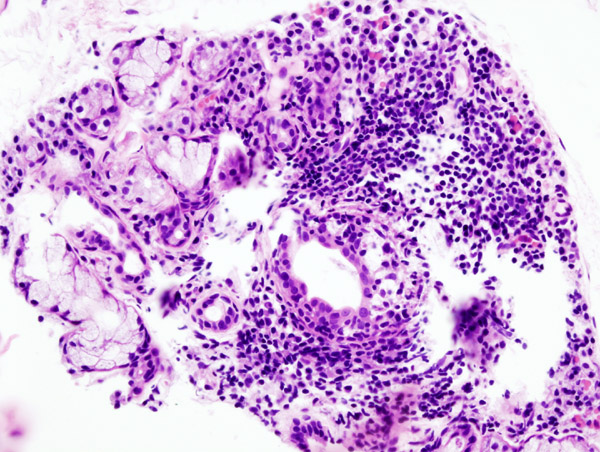
Síndrome de Sjögren: Lâmina histopatológica

Johann von Mikulicz-Radecki (1850-1905) é creditado geralmente com a primeira descrição da síndrome de Sjögren. Em 1892, ele descreveu um homem de 42 anos com o alargamento das glândulas parótidas e lacrimais associadas a um infiltrado de células redondas e atrofia acinar. No entanto, os critérios que contemplam a síndrome de Mikulicz muitas vezes levaram a um diagnóstico errado, porque muitas doenças, tais como a tuberculose, infecções, sarcoidose, e linfomas, podem apresentar-se em condições semelhantes às intituladas da síndrome de Mikulicz. No entanto, o termo síndrome de Mikulicz ainda é usado ocasionalmente para descrever o aparecimento de infiltrações linfocitárias em glândulas biópsias salivares.
Em 1930, Henrik Sjögren (1899-1986), um oftalmologista de Jonkösping, Suécia, observou um paciente com baixas secreções das glândulas lacrimais e salivares. Sjögren introduziu a ceratoconjuntivite seca praza ao sintoma de olhos secos. Em 1933, ele publicou sua tese de doutorado, descrevendo 19 mulheres, a maioria das estavam em pós-menopausa e que tinham artrite, mostrando as manifestações clínicas e patológicas da síndrome. Sjögren esclarece que ceratoconjuntivite seca, resultante da deficiência de água, não tinha nenhuma relação com xeroftalmia, resultante da deficiência de vitamina A. A tese de Sjögren não foi bem recebida como o Conselho de Examinadores criticou alguns aspectos clínicos.
Após uma extensa pesquisa e coleta de dados, Sjögren publicou um artigo essencial em 1951, descrevendo 80 pacientes com keratoconjunctivitis sicca, 50 dos quais também tinham artrite. Suas viagens subsequentes de acompanhamento em conferências referentes ao seu trabalho levaram-no a um interesse internacional na síndrome de Sjögren. O termo keratoconjunctivitis sicca cunhado pelo próprio Sjögren começaram a ser identificados como sua síndrome na literatura.